# Borgo d’Anaunia
Borgo d’Anaunia ist eine italienische Gemeinde (comune) mit 2557 Einwohnern (Stand: 31. Dezember 2023) in der Provinz Trient, Region Trentino-Südtirol. Sie gehört zur Talgemeinschaft Comunità della Val di Non.

## Geographie
Die Streugemeinde liegt im oberen Nonstal auf etwa 1000 m s.l.m. nordöstlich der Santa-Giustina-Talsperre und etwa 41 Kilometer nördlich von Trient. Sie grenzt unmittelbar an die Provinz Bozen – Südtirol und hat eine Fläche von 63,23 km².
Die Umgebung von Borgo d’Anaunia ist Ausgangspunkt für Bergtouren auf den Mendelkamm und in die Brentagruppe, aber auch ins westlicher gelegene Ortlermassiv.
Zwischen Fondo und Castelfondo befindet sich das Tal des von Unsere Liebe Frau im Walde und St. Felix her kommenden Rio Novella, der am Gampenpass entspringt. Durch den Ort fließt die Roggia di Fondo.

## Geschichte
Die Gemeinde wurde zum 1. Januar 2020 aus den vormals eigenständigen Kommunen Fondo, Castelfondo und Malosco gebildet. Der Verwaltungssitz der Gemeinde befindet sich in Fondo.

## Sehenswürdigkeiten
- Pfarrkirche San Martino Vescovo in Fondo
- Pfarrkirche San Nicolò in Castelfondo
- Castello di Castelfondo aus dem 13. Jahrhundert
- Castel Malosco, ursprünglich aus dem 12. Jahrhundert, mehrfach umgebaut
- Castel Vasio aus dem 12./13. Jahrhundert

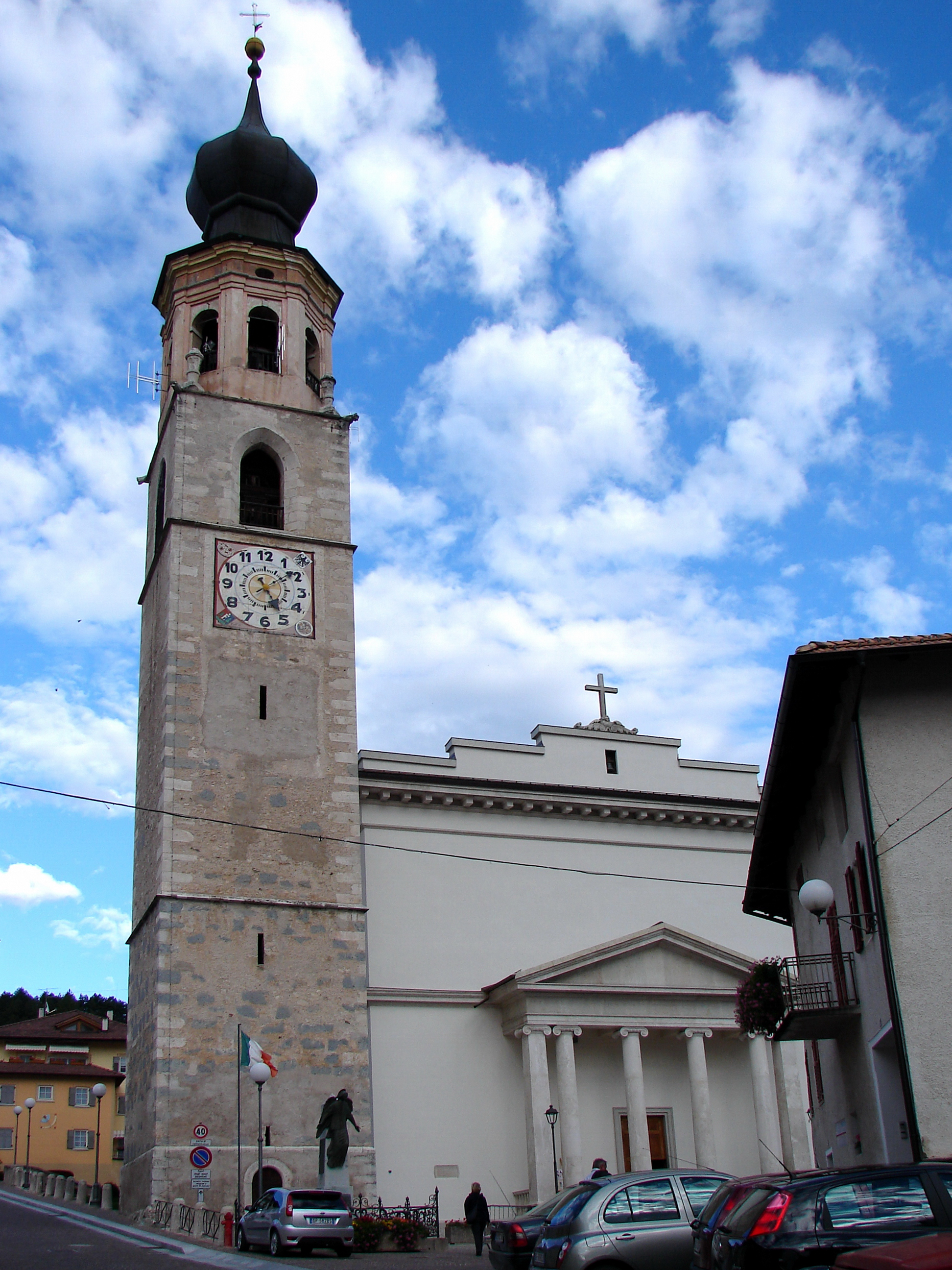
Kirche San Martino
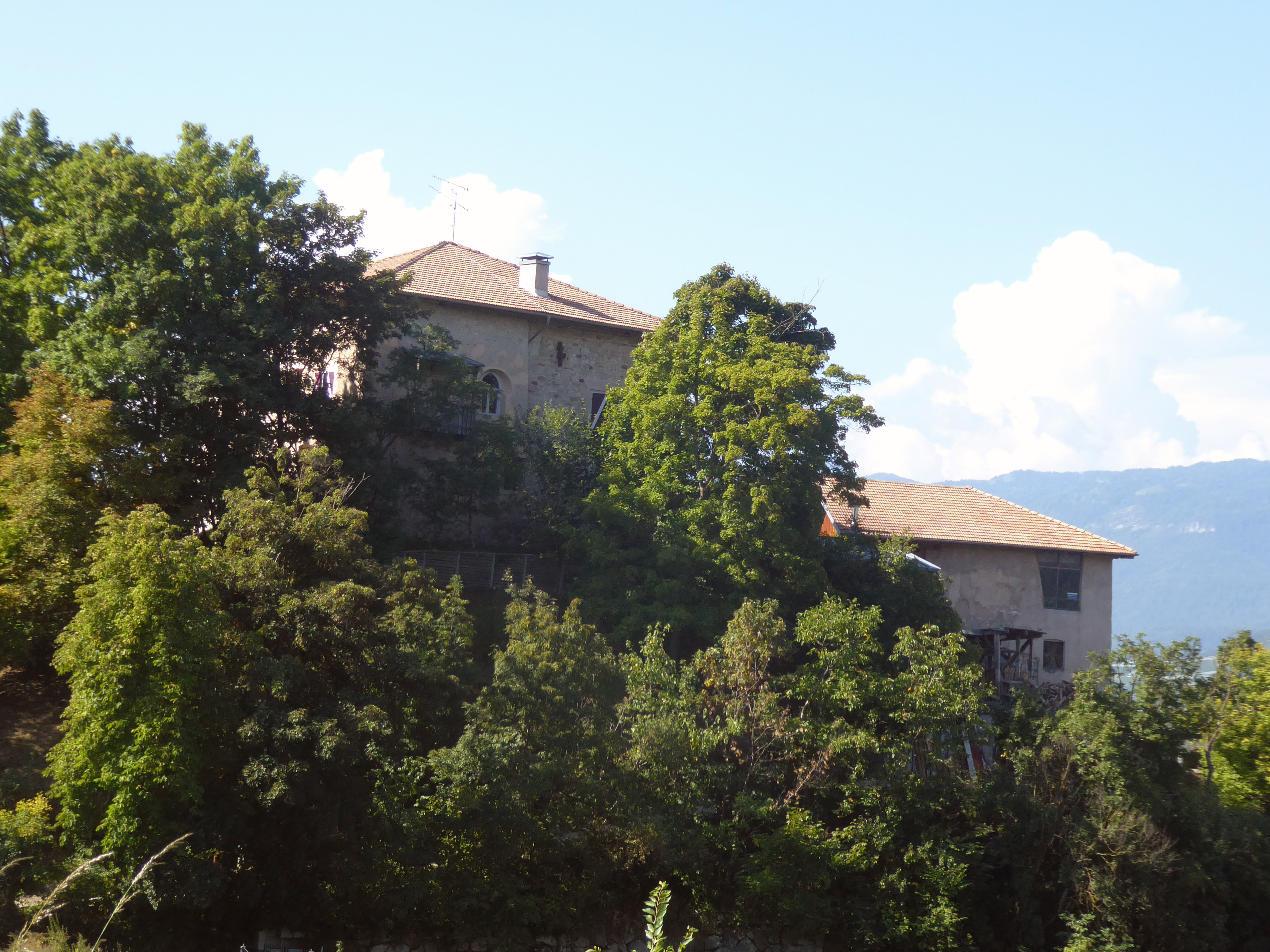
Castel Vasio
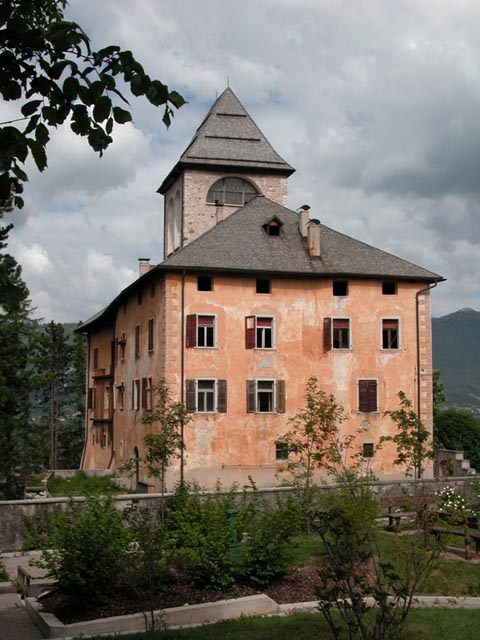
Castel Malosco
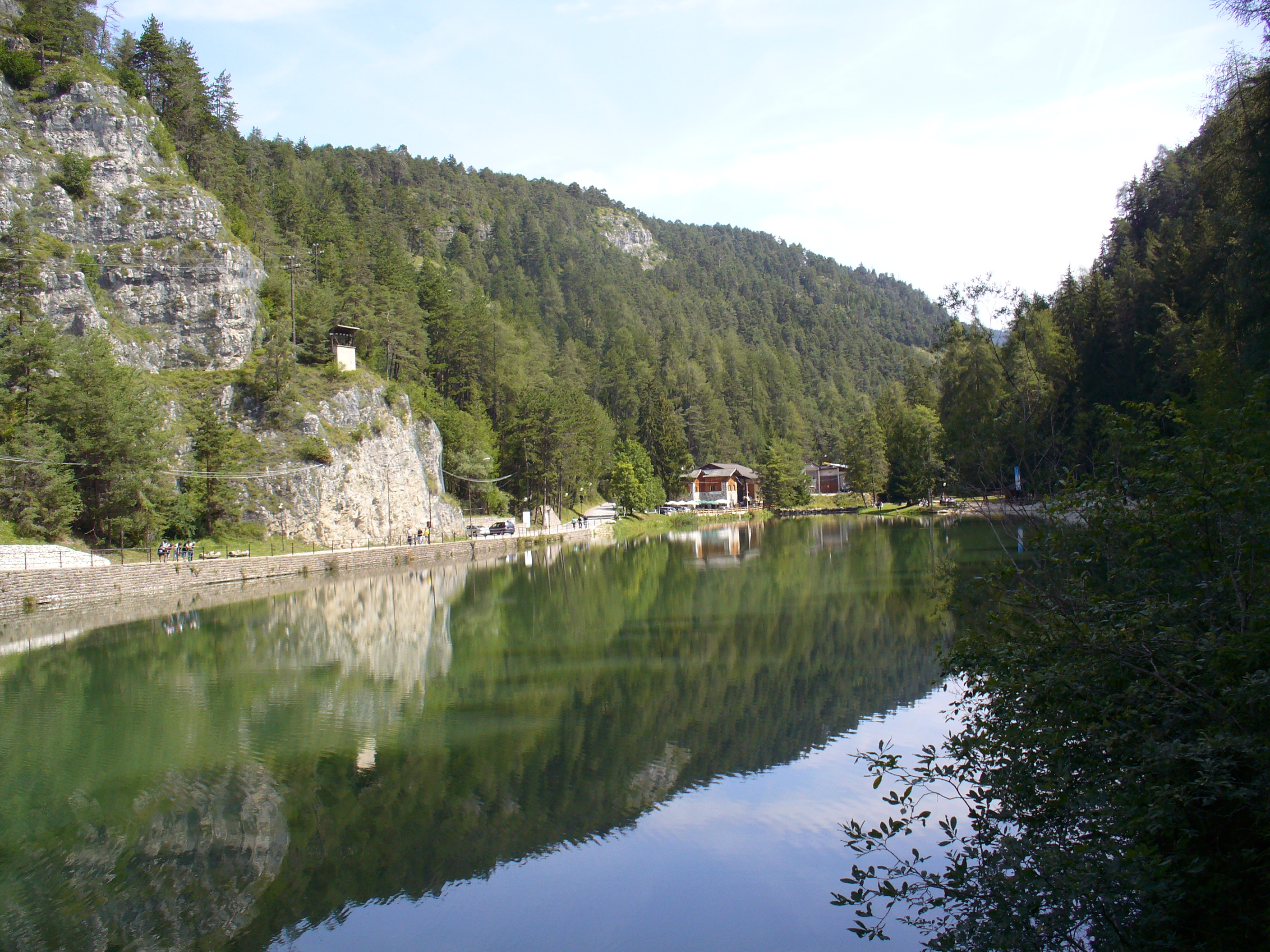
Lago Smeraldo
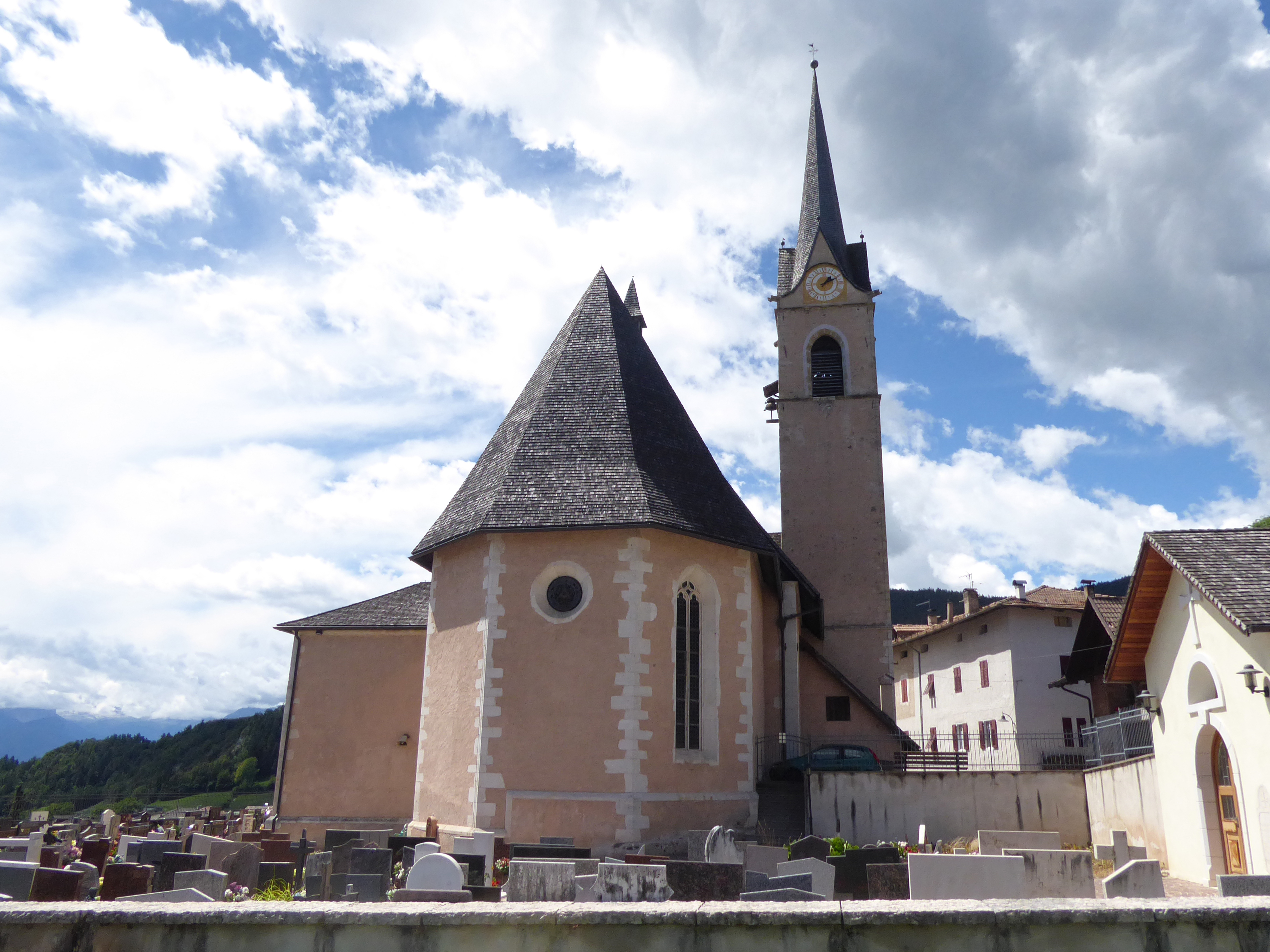
Kirche San Nicolò